# Деланси-стрит
Дела́нси-стрит (англ. Delancey Street) — улица в Нижнем Ист-Сайде в боро Манхэттен, Нью-Йорк.
На западе Деланси-стрит ограничена Бауэри, на востоке она переходит в Вильямсбургский мост. Улица имеет восемь полос движения с разделительной аллеей между направлениями. К западу от Бауэри Деланси-стрит переходит в Кенмэр-стрит (англ. Kenmare Street), также восьмиполосную, но без разделительной аллеи. Кенмэр-стрит продолжается до Лафайетт-стрит.
Своё название улица получила по фамилии Джеймса Деланси старшего, исполнявшего обязанности губернатора провинции Нью-Йорк в 1753-1755 и 1758-1760 годах. В 1744 году он приобрёл участок, на котором впоследствии появилась Деланси-стрит. В конце XIX столетия население улицы в значительной степени было представлено ирландцами и евреями. Так, на улице было множество вывесок на идише. Деланси-стрит совместно с Аллен- и Хаустон-стрит образовывала в те годы квартал красных фонарей, в котором «работало» множество еврейских проституток. Постройка в 1903 году Вильямсбургского моста привела к ещё большему притоку еврейского населения.
Вплоть до середины XX столетия Деланси-стрит являлась торговым ядром нижнего Ист-Сайда. Так, во избежание транспортного коллапаса из-за всё нараставшего количества ручных тележек уличных торговцев в 1930 году мэр Ла Гуардия принял решение открыть на улице уличный рынок Эссекс (англ. Essex Street Market). Ныне на ней проживает заметное число афроамериканцев, пуэрториканцев, доминиканцев и китайцев.
Из-за большой ширины на улице нередки автомобильные аварии с участием пешеходов. Для их профилактики Деланси-стрит оборудована значительным количеством средств визуальной маркировки.
На Деланси-стрит расположены выходы станций Деланси-стрит / Эссекс-стрит (F, M, J) и Бауэри (J) Нью-Йоркского метрополитена. По состоянию на июнь 2013 года улица обслуживалась автобусными маршрутами B39, M14D и M21.

## Галерея

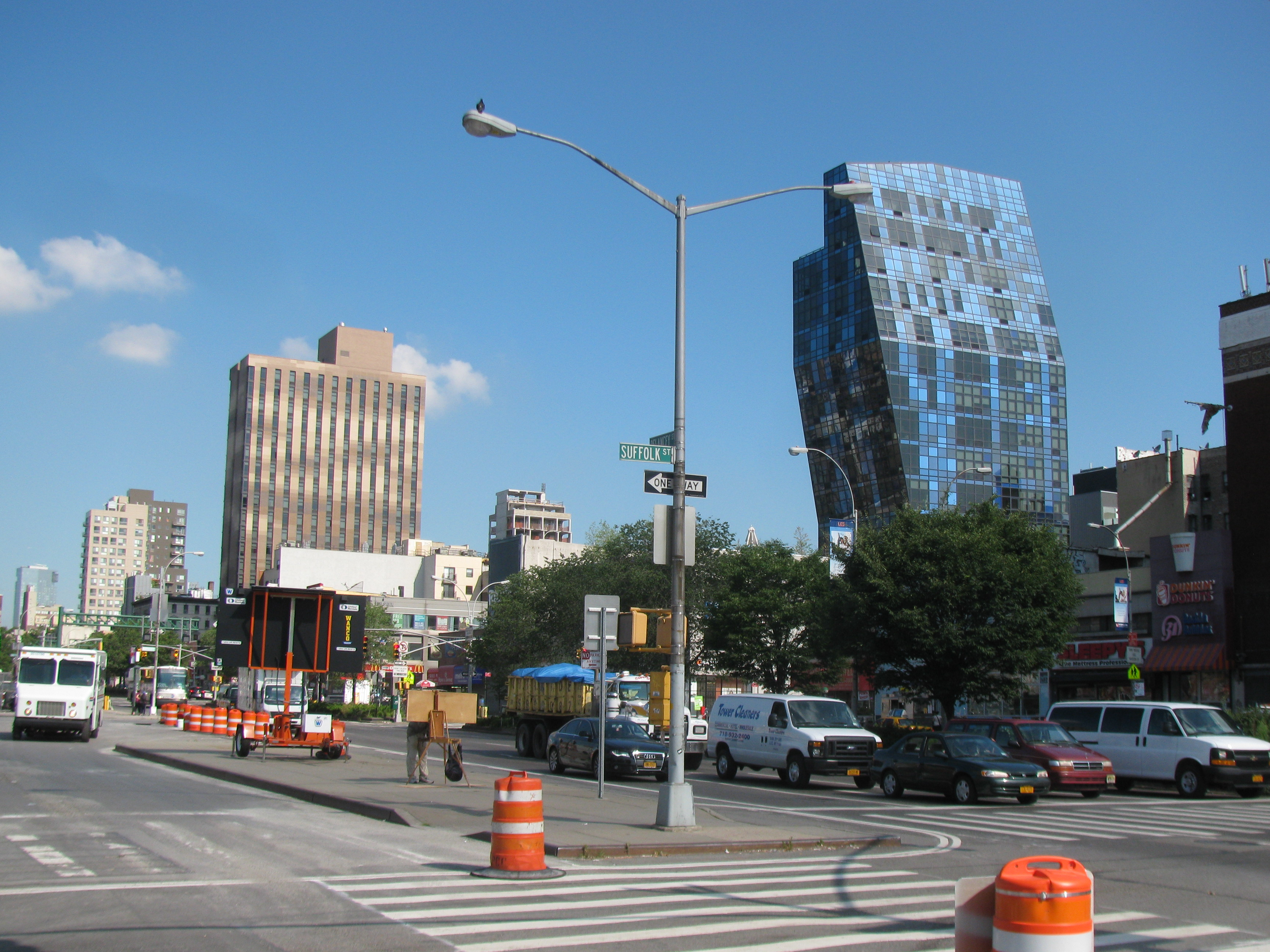
Вид на Деланси-стрит в западном направлении с пересечения с Саффолк-стрит
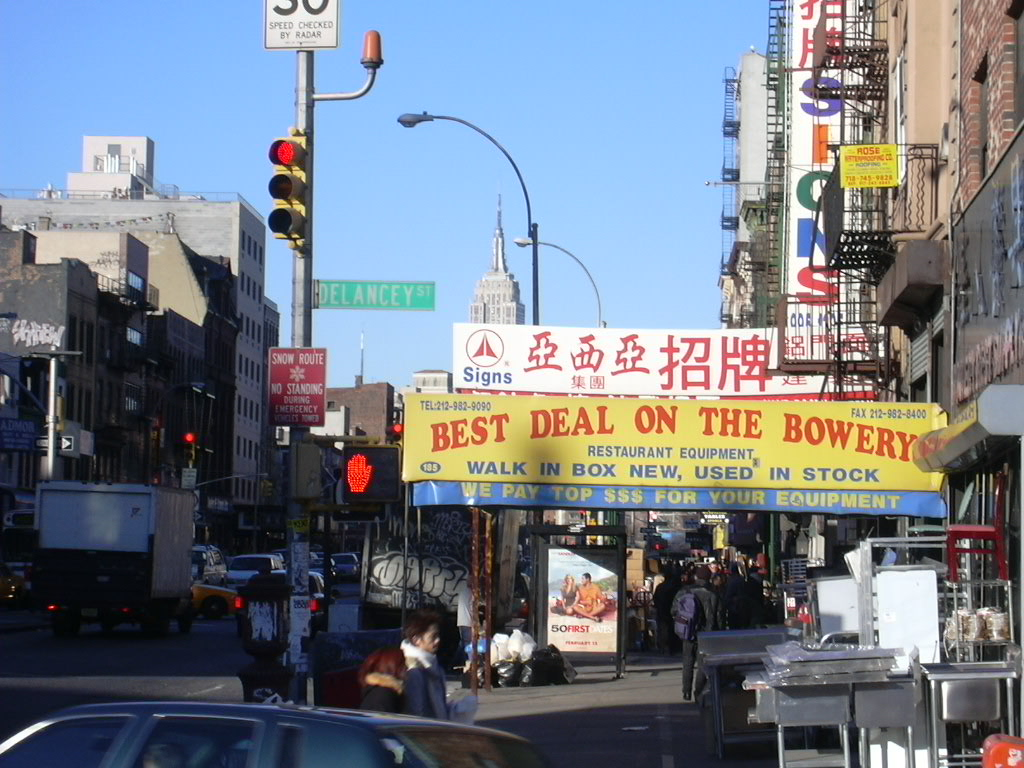
Пересечение с Бауэри